# Seal (interfejs)
Seal – darmowy 32-bitowy graficzny interfejs użytkownika (GUI). Jest nakładką na system operacyjny DOS. Obsługuje dźwięk i inne funkcje multimedialne, dynamiczne linkowanie, ma wsparcie dla wielu języków. Seal dystrybuowany jest na licencji GNU GPL. Nie rozwijany od 2003 roku, najnowsza wydana wersja to 2.0.11.

## Minimalne wymagania
Do prawidłowego działania Seal potrzebne są następujące warunki sprzętowe:
- Procesor 486 lub nowszy
- Co najmniej 8 MB pamięci RAM
- Karta graficzna obsługująca rozdzielczość co najmniej 640x480 przy 256 kolorach (zalecane 16 bitów).
- Przynajmniej 1,6 MB wolnego miejsca na dysku twardym
- MS-DOS 3.0 lub nowszy (albo systemy kompatybilne - DR-DOS, PC-DOS i FreeDOS)